# 宮城県第5区
宮城県第5区（みやぎけんだい5く）は、日本の衆議院議員総選挙における選挙区。1994年（平成6年）の公職選挙法改正で設置。

## 区域

### 現在の区域
2022年（令和4年）公職選挙法改正以降の区域は以下のとおりである。石巻市・東松島市・牡鹿郡などが4区に移行したいっぽうで、6区の廃止により県北部のほとんどが5区となった。
- 気仙沼市
- 登米市
- 栗原市
- 大崎市
- 加美郡
- 遠田郡
- 本吉郡

### 2017年から2022年までの区域
2017年（平成29年）公職選挙法改正から2022年の小選挙区改定までの区域は以下のとおりである。2017年の区割り変更により、4区から宮城郡松島町及び黒川郡大郷町の区域が、6区から本吉郡南三陸町の区域が、5区へ移行した。（旧区域3）
- 石巻市
- 東松島市
- 大崎市（旧松山町・三本木町・鹿島台町・田尻町域）
- 宮城郡
  - 松島町
- 黒川郡
  - 大郷町
- 遠田郡
- 牡鹿郡
- 本吉郡

### 2013年から2017年までの区域
2013年（平成25年）公職選挙法改正から2017年の小選挙区改定までの区域は以下のとおりである。2013年の区割変更に伴い、4区から大崎市の旧三本木町・松山町・鹿島台町の区域が5区に移行した。（旧区域2）
- 石巻市
- 東松島市
- 大崎市（旧松山町・三本木町・鹿島台町・田尻町域）
- 遠田郡
- 牡鹿郡

### 2013年以前の区域
1994年（平成6年）公職選挙法改正から2013年の小選挙区改定までの区域は以下のとおりである。（旧区域1）
- 石巻市
- 遠田郡
- 桃生郡
- 牡鹿郡

## 歴史
- もともと、旧宮城2区の中でもこの5区を含む地域は石巻出身で社会民主党から民主党結党に参加し、第1次橋本内閣の郵政大臣なども務めた日野市朗の地盤であった。しかし第41回衆議院議員総選挙からの小選挙区制導入によって宮城5区は牡鹿町長を務めた安住重彦を父に持つ安住淳が党に公認されたため、日野は比例東北ブロック単独に回った。当初はコスタリカ方式により安住・日野がそれぞれ選挙区・比例区から交互に立候補する予定であったが、日野の後援会の高齢化などにより、第42回総選挙も安住が引き続き宮城5区から立候補した（その後、日野は議員在職中の2003年に死去）。
- 第41回衆議院議員総選挙（1996年）〜第49回衆議院議員総選挙（2021年）
  - 安住が一貫して当選し続けている民主王国の一つであり、2012年の第46回衆議院議員総選挙と2014年の第47回衆議院議員総選挙を除き対立候補の比例復活も阻止している。なお、原発政策が争点となった第46回選挙において、原発立地の自治体が入る小選挙区で唯一、民主党候補が当選した選挙区である。
- 第50回衆議院議員総選挙（2024年）
  - 区割り変更により安住が新4区に移動し、旧6区から移動してきた自民党の小野寺五典が現役の自民党政務調査会長として裏金問題の逆風にも負けずに他の候補者相手に大勝した。なお、前回5区から自民党公認で立候補した森下千里は比例東北ブロック単独立候補となり、順位も重複立候補者より上となった事もあり当選している。

## 小選挙区選出議員
| 選挙名                 | 年                 | 当選者     | 党派         | 備考    |
| ---------------------- | ------------------ | ---------- | ------------ | ------- |
| 第41回衆議院議員総選挙 | 1996年（平成8年）  | 安住淳     | 民主党（旧） | 旧区域1 |
| 第42回衆議院議員総選挙 | 2000年（平成12年） | 安住淳     | 民主党       | 旧区域1 |
| 第43回衆議院議員総選挙 | 2003年（平成15年） | 安住淳     | 民主党       | 旧区域1 |
| 第44回衆議院議員総選挙 | 2005年（平成17年） | 安住淳     | 民主党       | 旧区域1 |
| 第45回衆議院議員総選挙 | 2009年（平成21年） | 安住淳     | 民主党       | 旧区域1 |
| 第46回衆議院議員総選挙 | 2012年（平成24年） | 安住淳     | 民主党       | 旧区域1 |
| 第47回衆議院議員総選挙 | 2014年（平成26年） | 安住淳     | 民主党       | 旧区域2 |
| 第48回衆議院議員総選挙 | 2017年（平成29年） | 安住淳     | 無所属       | 旧区域3 |
| 第49回衆議院議員総選挙 | 2021年（令和3年）  | 安住淳     | 立憲民主党   | 旧区域3 |
| 第50回衆議院議員総選挙 | 2024年（令和6年）  | 小野寺五典 | 自由民主党   |         |

## 選挙結果
時の内閣：第1次石破内閣 解散日：2024年10月9日 公示日：2024年10月15日
当日有権者数：33万7529人 最終投票率：53.68%（前回比：3.66%） （全国投票率：53.85%（2.08%））
| 当落 | 候補者名   | 年齢 | 所属党派     | 新旧 | 得票数    | 得票率 | 惜敗率 | 推薦・支持 | 重複 |
| ---- | ---------- | ---- | ------------ | ---- | --------- | ------ | ------ | ---------- | ---- |
| 当   | 小野寺五典 | 64   | 自由民主党   | 前   | 132,361票 | 74.66% | ――     | 公明党推薦 |      |
|      | 境恒春     | 45   | 日本維新の会 | 新   | 26,502票  | 14.95% | 20.02% |            | ○    |
|      | 中嶋廉     | 71   | 日本共産党   | 新   | 18,413票  | 10.39% | 13.91% |            | ○    |

- 小野寺は第49回衆議院議員総選挙までは宮城6区で活動

時の内閣：第1次岸田内閣 解散日：2021年10月14日 公示日：2021年10月19日
当日有権者数：25万2373人 最終投票率：57.34%（前回比：3.33%） （全国投票率：55.93%（2.25%））
| 当落 | 候補者名 | 年齢 | 所属党派   | 新旧 | 得票数   | 得票率 | 惜敗率 | 推薦・支持 | 重複 |
| ---- | -------- | ---- | ---------- | ---- | -------- | ------ | ------ | ---------- | ---- |
| 当   | 安住淳   | 59   | 立憲民主党 | 前   | 81,033票 | 56.89% | ――     |            | ○    |
|      | 森下千里 | 40   | 自由民主党 | 新   | 61,410票 | 43.11% | 75.78% | 公明党推薦 | ○    |

- 安住は第50回衆議院議員総選挙は宮城4区から出馬して当選
- 森下は第50回衆議院議員総選挙は比例東北ブロックから出馬して当選

時の内閣：第3次安倍第3次改造内閣 解散日：2017年9月28日 公示日：2017年10月10日
当日有権者数：26万3675人 最終投票率：54.01%（前回比：5.86%） （全国投票率：53.68%（1.02%））
| 当落 | 候補者名 | 年齢 | 所属党派          | 新旧 | 得票数   | 得票率 | 惜敗率 | 推薦・支持               | 重複 |
| ---- | -------- | ---- | ----------------- | ---- | -------- | ------ | ------ | ------------------------ | ---- |
| 当   | 安住淳   | 55   | 無所属 (民進党籍) | 前   | 89,423票 | 63.91% | ――     |                          |      |
|      | 勝沼栄明 | 42   | 自由民主党        | 前   | 50,496票 | 36.09% | 56.47% | 公明党、日本のこころ推薦 | ○    |

- 勝沼はのちに石巻市長選に立候補するが斎藤に敗れ落選。

時の内閣：第2次安倍改造内閣 解散日：2014年11月21日 公示日：2014年12月2日
当日有権者数：23万1081人 最終投票率：48.15%（前回比：4.71%） （全国投票率：52.66%（6.66%））
| 当落 | 候補者名 | 年齢 | 所属党派   | 新旧 | 得票数   | 得票率 | 惜敗率 | 推薦・支持 | 重複 |
| ---- | -------- | ---- | ---------- | ---- | -------- | ------ | ------ | ---------- | ---- |
| 当   | 安住淳   | 52   | 民主党     | 前   | 64,753票 | 59.51% | ――     |            | ○    |
| 比当 | 勝沼栄明 | 40   | 自由民主党 | 前   | 34,293票 | 31.52% | 52.96% | 公明党推薦 | ○    |
|      | 高村直也 | 31   | 日本共産党 | 新   | 9,763票  | 8.97%  | 15.08% |            |      |

- 自民党前職の大久保三代はこの選挙に先んじて公認取り消しとなり、支部長を解任。代わって第46回に比例北海道ブロック単独で当選した勝沼が転入し、立候補者となった。

時の内閣：野田第3次改造内閣 解散日：2012年11月16日 公示日：2012年12月4日
当日有権者数：21万1113人 最終投票率：52.86%（前回比：15.62%） （全国投票率：59.32%（9.96%））
| 当落 | 候補者名   | 年齢 | 所属党派     | 新旧 | 得票数   | 得票率 | 惜敗率 | 推薦・支持 | 重複 |
| ---- | ---------- | ---- | ------------ | ---- | -------- | ------ | ------ | ---------- | ---- |
| 当   | 安住淳     | 50   | 民主党       | 前   | 62,928票 | 57.86% | ――     |            | ○    |
| 比当 | 大久保三代 | 36   | 自由民主党   | 新   | 30,138票 | 27.71% | 47.89% | 公明党推薦 | ○    |
|      | 阿部信子   | 49   | 日本未来の党 | 新   | 8,029票  | 7.38%  | 12.76% |            | ○    |
|      | 渡辺昌明   | 59   | 日本共産党   | 新   | 6,046票  | 5.56%  | 9.61%  |            |      |
|      | 首藤博敏   | 53   | 無所属       | 新   | 1,621票  | 1.49%  | 2.58%  |            | ×    |

- 首藤は2013年石巻市議会議員補欠選挙へ立候補し、当選。

時の内閣：麻生内閣 解散日：2009年7月21日 公示日：2009年8月18日
当日有権者数：22万6277人 最終投票率：68.48%（前回比：0.91%） （全国投票率：69.28%（1.77%））
| 当落 | 候補者名 | 年齢 | 所属党派   | 新旧 | 得票数   | 得票率 | 惜敗率 | 推薦・支持 | 重複 |
| ---- | -------- | ---- | ---------- | ---- | -------- | ------ | ------ | ---------- | ---- |
| 当   | 安住淳   | 47   | 民主党     | 前   | 89,484票 | 58.57% | ――     |            | ○    |
|      | 斎藤正美 | 54   | 自由民主党 | 新   | 63,303票 | 41.43% | 70.74% |            | ○    |

- 斎藤は2011年宮城県議会議員選挙で県議復帰。後に石巻市長選挙に出馬し当選。

時の内閣：第2次小泉改造内閣 解散日：2005年8月8日 公示日：2005年8月30日
当日有権者数：23万833人 最終投票率：67.57%（前回比：4.57%） （全国投票率：67.51%（7.65%））
| 当落 | 候補者名 | 年齢 | 所属党派   | 新旧 | 得票数   | 得票率 | 惜敗率 | 推薦・支持 | 重複 |
| ---- | -------- | ---- | ---------- | ---- | -------- | ------ | ------ | ---------- | ---- |
| 当   | 安住淳   | 43   | 民主党     | 前   | 78,205票 | 50.66% | ――     |            | ○    |
|      | 斎藤正美 | 50   | 自由民主党 | 新   | 68,485票 | 44.36% | 87.57% |            | ○    |
|      | 高野博   | 62   | 日本共産党 | 新   | 7,691票  | 4.98%  | 9.83%  |            |      |

時の内閣：第1次小泉第2次改造内閣 解散日：2003年10月10日 公示日：2003年10月28日
当日有権者数：23万2148人 最終投票率：63.00% （全国投票率：59.86%（2.63%））
| 当落 | 候補者名 | 年齢 | 所属党派   | 新旧 | 得票数   | 得票率 | 惜敗率 | 推薦・支持 | 重複 |
| ---- | -------- | ---- | ---------- | ---- | -------- | ------ | ------ | ---------- | ---- |
| 当   | 安住淳   | 41   | 民主党     | 前   | 73,135票 | 50.75% | ――     |            | ○    |
|      | 斎藤正美 | 48   | 自由民主党 | 新   | 64,122票 | 44.50% | 87.68% |            | ○    |
|      | 高野博   | 60   | 日本共産党 | 新   | 6,853票  | 4.76%  | 9.37%  |            |      |

時の内閣：第1次森内閣 解散日：2000年6月2日 公示日：2000年6月13日 （全国投票率：62.49%（2.84%））
| 当落 | 候補者名   | 年齢 | 所属党派   | 新旧 | 得票数   | 得票率 | 惜敗率 | 推薦・支持 | 重複 |
| ---- | ---------- | ---- | ---------- | ---- | -------- | ------ | ------ | ---------- | ---- |
| 当   | 安住淳     | 38   | 民主党     | 前   | 69,459票 | 47.23% | ――     |            | ○    |
|      | 土井喜美夫 | 56   | 自由民主党 | 新   | 68,237票 | 46.40% | 98.24% |            | ○    |
|      | 原伸雄     | 58   | 日本共産党 | 新   | 9,355票  | 6.36%  | 13.47% |            |      |

- 土井は2003年石巻市長選挙へ立候補し、当選。

時の内閣：第1次橋本内閣 解散日：1996年9月27日 公示日：1996年10月8日 （全国投票率：59.65%（8.11%））
| 当落 | 候補者名   | 年齢 | 所属党派   | 新旧 | 得票数   | 得票率 | 惜敗率 | 推薦・支持 | 重複 |
| ---- | ---------- | ---- | ---------- | ---- | -------- | ------ | ------ | ---------- | ---- |
| 当   | 安住淳     | 34   | 民主党     | 新   | 54,550票 | 40.09% | ――     |            | ○    |
|      | 土井喜美夫 | 53   | 新進党     | 新   | 50,139票 | 36.85% | 91.91% |            |      |
|      | 二見剛     | 51   | 自由民主党 | 新   | 16,407票 | 12.06% | 30.08% |            | ○    |
|      | 須田吉隆   | 48   | 社会民主党 | 新   | 8,122票  | 5.97%  | 14.89% |            | ○    |
|      | 内藤隆司   | 38   | 日本共産党 | 新   | 6,854票  | 5.04%  | 12.56% |            |      |